# Luka Martelanc
Luka Martelanc, slovenski gradbeni podjetnik, * 10. oktober 1833, Barkovlje, † 10. julij 1868, Barkovlje.

## Življenje in delo
Luka Martelanc, ki je ustanovitel družine gradbenih podjetnikov, se je rodil v družini zidarja Jožefa in gospodinje Marije Martelanc rojene Žnidaršič. Gradil je v Barkovljah in Trstu, največ pa za nadvojvodo Maksimilijana I. v Miramaru. Tu je zgradil vse pomožne stavbe (hlev, mali grad), sprehajalne poti, mozaike na vrtnih stezah, kanalizacijo in ograje. Ko so Maksimilijana v Mehiki ustrelili je Luka Martelanc izgubil vse premoženje, ker mu pokojni cesar ni plačal računov. Od žalosti ga je zadela kap.